# Susukan (Tirtayasa)
Susukan is een bestuurslaag in het regentschap Serang van de provincie Banten, Indonesië. Susukan telt 3677 inwoners (volkstelling 2010).